# Altenberg Lieder
Pour les articles homonymes, voir Altenberg.

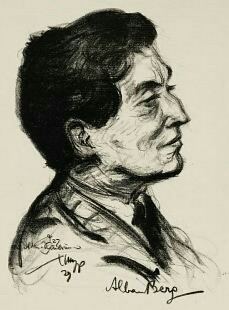
Portrait d'Alban Berg par Emil Stumpp, 1927

Les Altenberg Lieder (allemand : Fünf Orchesterlieder, nach Ansichtskartentexten von Peter Altenberg), Op. 4, pour mezzo-soprano et orchestre, ont été composés par Alban Berg en 1911-12. Deux des lieder furent créés sous la baguette du maître de Berg, Arnold Schönberg au Musikverein de Vienne le 31 mars 1913. Le concert, comprenant d'autres œuvres, donna lieu à ce qui fut qualifié de Skandalkonzert (un scandale musical), un chahut pendant l'exécution des deux chants de Berg. Les lieder ont été écrits à partir de textes de cartes postales (allemand : Ansichtskarten-Texten) rédigés par un poète viennois contemporain, Peter Altenberg (de là, s'explique le titre le plus fréquemment utilisé Altenberg Lieder). Le contenu des textes dévoile les faces à la fois tourmentées et belles de l'âme humaine, mais aussi une expression sensuelle de l'amour et du désir. L'orchestration de Berg est conçue pour un large orchestre. La musique est traversée de syncopes, d'ostinati et l'on y retrouve le lyrisme conflictuel très présent dans la plupart des œuvres de Berg.

## Structure
Les cinq chants sont successivement :
1. Seele, wie bist du schöner (Âme, comme tu es belle)
2. Sahst du nach dem Gewitterregen den Wald (As-tu vu les forêts après les pluies d'orage)
3. Über die Grenzen des Alls (Au-delà des frontières de l'univers)
4. Nichts ist gekommen (Rien n'est venu)
5. Hier ist Friede (Là est la paix)

## Instrumentation
L'œuvre est écrite pour (mezzo-soprano) et :
- 3 flûtes (la 3e jouant aussi du piccolo), 3 hautbois (le 3e aussi cor anglais), 3 clarinettes en Si bémol (la 3e jouant aussi de la petite clarinette en Mi bémol), clarinette basse en Si bémol, 3 bassons (le 3e aussi contrebasson) ;
- 4 cors en Fa, 3 trompettes en Fa, 4 trombones (le 1er jouant aussi du trombone alto), un tuba (aussi tuba contrebasse) ;
- timbales, percussions (3 jeux), un xylophone, un glockenspiel, une harpe, un célesta, un piano, un harmonium ;
- cordes : violons I et II, altos, violoncelles, contrebasses.

## Discographie sélective
- Margaret Price, soprano, avec le London Symphony Orchestra, dirigé par Claudio Abbado (1971)
- Leontyne Price, soprano, avec le London Symphony Orchestra, dirigé par Claudio Abbado (1989)
- Brigitte Balleys, mezzo-soprano, avec l'Orchestre allemand de Berlin, dirigé par Vladimir Ashkenazy (1993)
- Jessye Norman, soprano, avec le London Symphony Orchestra, dirigé par Pierre Boulez (1995)
- Christiane Iven, soprano, avec l'Orchestre philharmonique de Strasbourg, dirigé par Marc Albrecht (2009)